# Sakhebou
| O34 · F32 | D58 | G43 | O49 |

| O34 · F32 | D58 | G43 | O49 |

La cité de Sakhebou abritait un temple dédié au dieu solaire Horus-Rê dont l'antiquité est attestée par les textes égyptiens ainsi qu'un certain nombre d'objets, statues ou éléments d'architecture qui proviennent assurément de la cité elle-même.

## Localisation
La localisation de la cité et de son temple n'est pas encore à ce jour certaine. La région proposée pour identifier son emplacement se situe entre Abou Rawash, au nord, Gizeh, au centre, et d'Abou Ghorab, près d'Abousir, au sud.
Quoi qu'il en soit, ces différentes possibilités se trouvent toutes dans l'orbe de la cité du dieu Rê, Héliopolis dont l'influence est sensible dans le culte principal qui était pratiqué à Sakhebou.
L'édification des principales pyramides de la IVe dynastie au milieu de la Ve dynastie dans cette zone, l'existence de temples solaires bâtis au nord d'Abousir représentent d'autres indices favorisant l'ensemble de ces hypothèses.

## Histoire du site
Sakhebou est citée dans le conte du papyrus Westcar qui relate la naissance des trois premiers pharaons de la Ve dynastie. Ce texte alliant personnages historiques et légende mythologique, décrit comment l'épouse du grand prêtre de Rê de Sakhebou, reçut la visite du dieu qui conçut avec elle la prochaine lignée qui recevrait l'héritage des Deux-Terres. 
Le temple semble avoir eu une certaine réputation. Son emplacement n'a pas été retrouvé à ce jour cependant les différentes pièces archéologiques mises au jour depuis le XIXe siècle témoignent d'une existence tout au long de l'histoire du pays. Près de vingt témoignages, couvrant une période allant de Thoutmôsis III de la XVIIIe dynastie jusqu'à l'époque de l'empereur Trajan, font explicitement référence au dieu de Sakhébou ou bien à des personnages originaires de la ville même.
Un bloc en grès du temple même du dieu, décoré sous Sheshonq Ier de la XXIIe dynastie, atteste qu'à cette époque le temple en activité reçut un monument au nom du fondateur d'une nouvelle lignée qui allait gouverner l'Égypte pendant plus d'un siècle.  
Récemment une statue fragmentaire au nom d'une prêtresse, « l'épouse du dieu Rê de Sakhebou, Tagerem », a été publiée dans le catalogue des ventes lors de plusieurs mises aux enchères, démontrant que le site contient encore probablement des vestiges à découvrir.
Un dernier document citant la ville de Sakhebou démontre que la cité existait encore à l'époque Copte.